# Rivalités dans le football en Nord-Pas-de-Calais
Cet article traite des rivalités dans le football en Nord-Pas-de-Calais.
Le Nord-Pas-de-Calais a vu la création de nombreux clubs amateurs de football à la fin du XIXe siècle et au début du XXe grâce à la proximité avec l'Angleterre, berceau de ce sport. Plusieurs clubs de la région décident d'opter pour le professionnalisme dès sa mise en place dont l'Olympique lillois, vainqueur du premier champion de France professionnel lors de la saison 1932-1933, ou encore l'US Valenciennes-Anzin et le Racing Club de Roubaix, pensionnaires du premier championnat de deuxième division française la saison suivante.
De nos jours, il y a quatre clubs professionnels en Nord-Pas-de-Calais : le LOSC Lille, le Valenciennes FC et l'USL Dunkerque dans le département du Nord, ainsi que le Racing Club de Lens dans le Pas-de-Calais. Le football au statut amateur y est également développé. Des clubs auparavant professionnels ont perdu ce statut après plusieurs saisons dans les divisions amateures, comme l'ES Wasquehal ou le Calais RUFC.

## Histoire du football en Nord-Pas-de-Calais
De la première édition du championnat de France professionnel en 1932-1933 au début du championnat 2009-2010, la région Nord-Pas-de-Calais compte 170 saisons de présence en première division réparties en 9 clubs. Le RC Lens compte 56 saisons en D1, le Lille OSC en compte 50, le Valenciennes FC en compte 29, le CO Roubaix-Tourcoing en compte 10, l'Excelsior AC Roubaix, le SC Fives et l'Olympique lillois en compte 7 chacun, le RC Roubaix en compte 3 et l'US Boulogne en compte 1. La région remporte six titres de champion de France répartis en 4 clubs : le LOSC compte trois titres, le RC Lens, le CO Roubaix et l'Olympique lillois comptent un titre chacun,.
Le Nord-Pas-de-Calais se classe 2e sur 23 derrière la région Provence-Alpes-Côte d'Azur quant au nombre de clubs différents ayant évolué en D1 et 1er pour ce qui est du nombre de saisons cumulées de présence en D1 par ses divers clubs. La région se classe 7e au nombre de championnats de France remportés,.

### Sous le statut amateur (1895-1932)

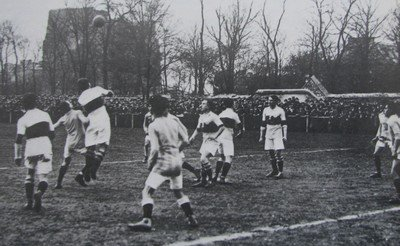
L'Olympique lillois, premier club de la région quart-de-finaliste de la coupe de France, est éliminé à ce tour par Cannes lors de l'édition 1920.

Les premiers clubs de football apparaissent sous le statut amateur à la fin du XIXe siècle. Le Racing Club de Roubaix, qui est fondé le 2 avril 1895, devient le club référence dans la région. Au cours de la première décennie du XXe siècle, le RC Roubaix est sacré sept fois champion du Nord de suite entre 1902 et 1908. Le championnat du Nord, créé en 1898, est la première compétition française de football reconnue par l'USFSA en dehors des limites de l'Île-de-France. Le club roubaisien atteint par ailleurs sept fois la finale du championnat de France USFSA sur cette même période et devient champion de France à cinq reprises (1902, 1903, 1904, 1906 et 1908). En coupe de France, le Racing Club est le premier club issu du Nord-Pas-de-Calais à atteindre la finale de la compétition lors de la saison 1931-1932. Au stade Yves-du-Manoir, le RC Roubaix s'incline en finale contre l'AS Cannes sur le score de un but à zéro.
L'Iris Club lillois, club omnisports fondé en 1898, a lui aussi participé à plusieurs reprises au championnat de France USFSA. Champion du Nord en 1899 et 1901, l'Iris Club ne parvient pas à atteindre la finale du championnat de France USFSA, éliminé les deux fois par Le Havre Athletic Club. Fondé aussi en 1898, l'Union sportive boulonnaise fait plier le RC Roubaix en finale du championnat du Nord 1926. Auparavant, l'USB a terminé deux années de suite première de son groupe dans la Division d'Honneur Nord en 1921 et 1922.
Le Sporting Club fivois est fondé en 1901 sous le nom d'Éclair Fivois. Basé dans la banlieue de Lille, le club parvient à accéder quatre fois à la Division d'Honneur du Nord pendant l'entre-deux-guerres. Mais à chaque reprise, le club de Louis Henno termine dernier de la division et est relégué à l'échelon inférieur.
Club ominsports situé à Lille, l'Olympique lillois voit le jour en 1902. D'abord présidé par Nicodème et Billy, l'OL connaît ses heures de gloire sous la présidence d'Henri Jooris, entre 1910 et 1932. Trois fois champion USFSA du Nord entre 1911 et 1914, il devient champion de France USFSA 1914, puis remporte le Trophée de France 1914 en tant que représentant de l'USFSA. Il faut attendre l'après-guerre pour voir l'OL reconquérir un titre régional. Champion de la Ligue du Nord en 1921, 1929 et 1931, l'OL atteint par ailleurs la finale de la coupe Peugeot 1931, compétition réservée aux meilleurs clubs de France.
En 1906, est fondé le Racing Club Lensois, avant que le club ne soit officiellement enregistré en 1907 sous son nom définitif de Racing Club de Lens. Avec la Première Guerre mondiale, le club disparaît sous les attaques allemandes, tout comme la ville qui est partiellement détruite. En 1918, le RC Lens renaît de ses cendres sous l’impulsion du Comité de Secours Américain. Jouant d'abord dans la Ligue Artois, le club gravit les échelons régionaux, puis rejoint à la fin des années 1920 la Division d'Honneur du Nord, en concurrence avec le SC Fives, l'OL ou le RC Roubaix.
En 1913, est créé le Football Club valenciennois, qui fusionne avec d'autres clubs locaux en 1916 pour donner naissance au club omnisports Union Sportive de Valenciennes Anzin, futur Valenciennes Football Club.
En 1928, l'Excelsior de Roubaix est né, résultat de la fusion entre le FC Roubaix et l'Excelsior Tourcoing. Possédant des infrastructures modernes (le stade Amédée-Prouvost inauguré un an plus tôt) et des aides financières conséquentes d'entreprises des villes de Roubaix et Tourcoing, le club obtient des résultats notables en coupe de France, dont une élimination en quarts de finale en 1931 par le Club français, futur vainqueur de la compétition.

### Débuts du professionnalisme (1932-1945)
Le football français se lance dans le professionnalisme en 1932, sous l'impulsion de Bayrou, Gambardella et Hanot. Le premier championnat de France professionnel qui débute le 11 septembre 1932 voit la participation de trois clubs du Nord-Pas-de-Calais. L'Excelsior Roubaix décide de rejoindre le championnat organisé par la fédération française de football. L'Olympique lillois représenté par Henri Jooris, dans un premier temps partisan du statut professionnel, se rétracte. En effet, Jooris, alors président de la Ligue du Nord, voyait dans le professionnalisme le départ massif de clubs nordistes hors de la Ligue. Profitant de cette hésitation, le Sporting Club fivois accède au statut professionnel et commence à débaucher des joueurs de l'OL pour renforcer son effectif. En réaction et pour ne pas perdre ses meilleurs éléments, l'OL opte définitivement pour un statut professionnel.
Lors du championnat de France 1932-1933, l'OL termine premier du groupe A devant l'Olympique de Marseille et l'Excelsior pointe à la sixième place. Dans le groupe B, le SC Fives termine à la septième place, premier club non relégable. L'OL qui devait affronter le vainqueur du groupe B, le FC Antibes, est finalement opposé à l'AS Cannes pour cause de déclassement. Le club de Lille s'impose quatre buts à trois et s'adjuge le premier titre professionnel de champion de France. La même saison, l'Excelsior remporte la coupe de France. Après avoir successivement battu l'US Boulogne, le FC Rouen, l'OGC Nice et le FC Sète, l'Excelsior s'impose en finale contre son grand voisin le RC Roubaix en mai 1933. C'est après cette finale que le RC Roubaix décide de rejoindre à son tour le monde professionnel.
Le RC Roubaix quitte les divisions amateures et participe au championnat de deuxième division 1933-1934, première saison professionnelle de la deuxième division française. La même saison, trois autres clubs de la région vont adhérer au professionnalisme et rejoindre le RC Roubaix en Division 2, comme l'US Valenciennes-Anzin, qui connaîtra la première division deux ans plus tard, ainsi que le RC Calais et l'US Tourcoing, qui abandonneront le statut professionnel en 1938. Plus tard au gré des promotions, certains clubs de Nord-Pas-de-Calais opteront pour le professionnalisme : le Racing Club de Lens en 1934, l'USL Dunkerque en 1935, le RC Arras et l'AS Hautmont en 1936. Beaucoup de clubs ont rapidement abandonné ou perdu ce statut à cause de la Seconde Guerre mondiale et l'occupation allemande de la région.
En 1941, l'Iris Club lillois et l'Olympique lillois fusionnent pour donner naissance à l'Olympique Iris Club Lillois, qui participe aux championnats de guerre. En 1944, le Sporting Club fivois accepte une fusion avec l'OICL au bout de houleux pourparlers. Mais l'Iris Club, qui souhaite conserver son statut amateur après la guerre, se désengage de cette entente et reprend son indépendance sportive. La fusion entre l'Olympique lillois et le SC Fives a lieu le 23 septembre 1944. L'entité créée, le Stade lillois, sera renommée en novembre 1944 en Lille Olympique Sporting Club (Lille Olympique en souvenir de l'Olympique lillois et Sporting Club en hommage au SC Fives). Le LOSC devient professionnel à partir de la saison 1945-1946.

### Période moderne (1945-...)
Les années 1940 sont dans l'ensemble plutôt positives pour le football nord-pas-de-calaisien, qui remporte deux titres d'affilée. Le LOSC du président Louis Henno est le grand club de l'immédiat après-guerre. Les Lillois enlèvent un titre en 1946 et collectionnent les deuxièmes places. L'équipe surprise est également originaire du Nord. Le Club olympique Roubaix-Tourcoing remporte en effet à la surprise générale le titre en 1947 avec quatre points d'avance sur une valeur montante du football français : le Stade de Reims. Cette même saison 1946-1947, le RC Lens, qui finit dix-huitième avec trente deux points, est relégué en D2.

## Derbys et rivalités

### Rencontres entre le RC Lens et le Lille OSC

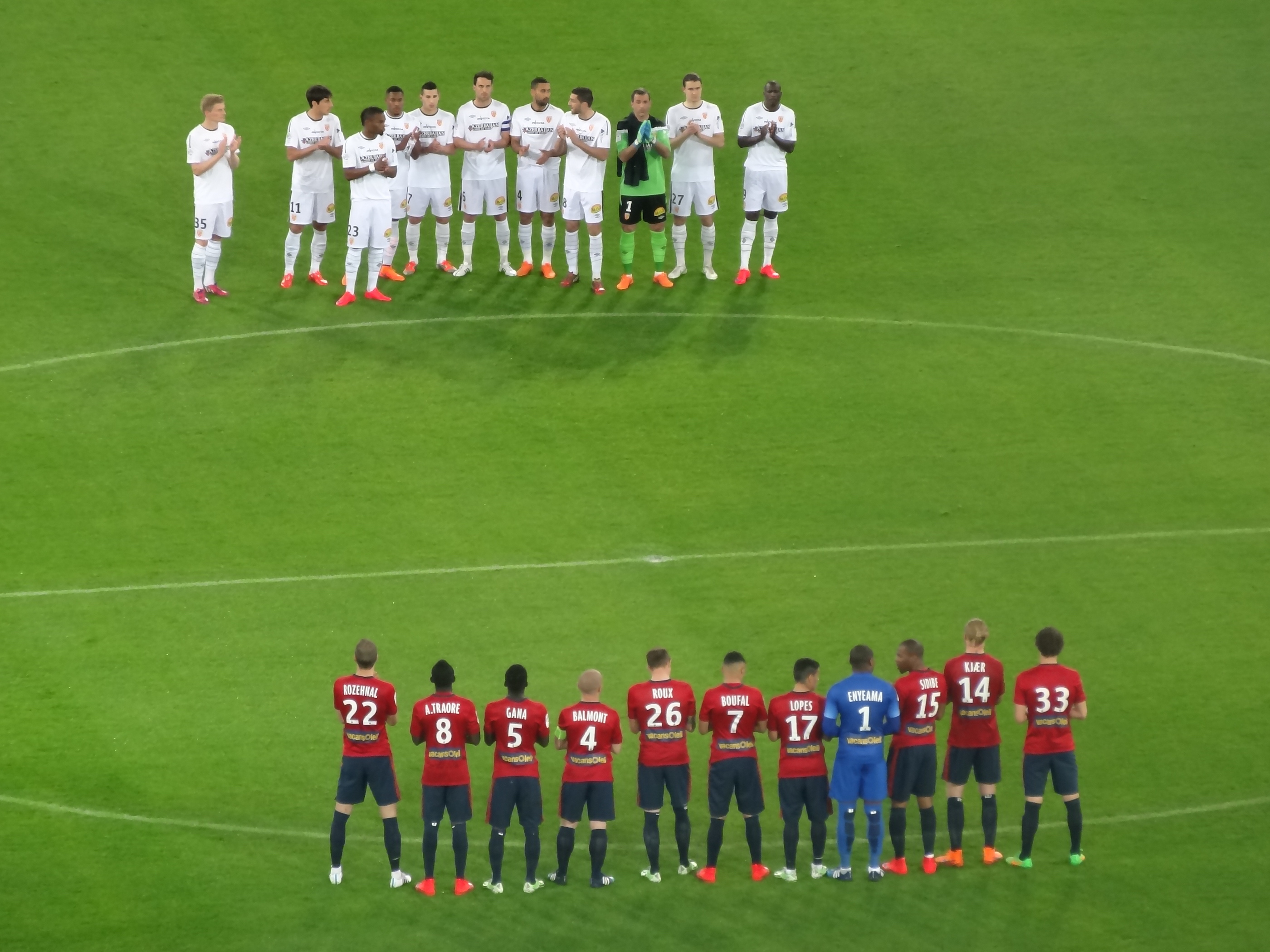
Joueurs Lillois et Lensois se faisant face en 2015.

Les rencontres entre le Racing Club de Lens et le LOSC Lille font partie des matchs les plus attendus de la saison par tous les supporters des deux clubs. L'origine de ce derby remonte aux années 1930, quand le RC Lens affrontait l'Olympique lillois. En raison de la proximité entre les villes de Lille et Lens, séparées de 40 kilomètres, la rivalité s'est vite développée et les rencontres entre les deux clubs sont rapidement devenues l'occasion de revendiquer une « suprématie régionale ». Des débordements sont parfois à signaler, mais cela reste généralement au stade des railleries entre les deux camps, basés sur des clichés sociaux et la situation sportive des clubs quand ils sont en difficulté. Le seul incident notable est l'effondrement d'une tribune du stade Victor-Boucquey, lors de la réception de RC Lens en février 1946. Ne faisant aucun mort mais une cinquantaine de blessés, la rencontre put aller à son terme. Le stade fermé à la suite de la rencontre sera renommé après les rénovations stade Henri-Jooris.
Le bilan des confrontations est, à l'heure actuelle, à l'avantage du LOSC, le club lillois ayant remporté huit derbys de plus que son rival artésien,. Le RCL est aussi derrière le LOSC au niveau du palmarès. Alors que les Sang et Or n'ont remporté le championnat qu'à une seule reprise en 1998 et échoué 3 fois en finale de coupe de France, les Dogues ont été sacrés quatre fois champion de France et ont remporté six fois la coupe de France. Toutefois, le RC Lens a remporté la Coupe de la Ligue en 1999.

### Rencontres entre le Lille OSC et le Valenciennes FC
La rivalité départementale entre le LOSC Lille et le Valenciennes FC est assez disparate en fonction des périodes de l'histoire, du fait de la présence ou non des deux clubs dans la même division. Sociologiquement, cette rivalité peut s'expliquer par des ressemblances entre les supporters du club de Valenciennes et ceux du RC Lens, parfois unis contre leur voisin lillois. Le caractère identitaire des deux équipes est toutefois de moins en moins affirmé. Cette rivalité a été mise en sommeil entre la dégringolade sportive de Valenciennes de l'après affaire OM-VA en 1993, et la remontée du club en Ligue 1 en 2006.

### Rencontres entre le RC Lens et le Valenciennes FC

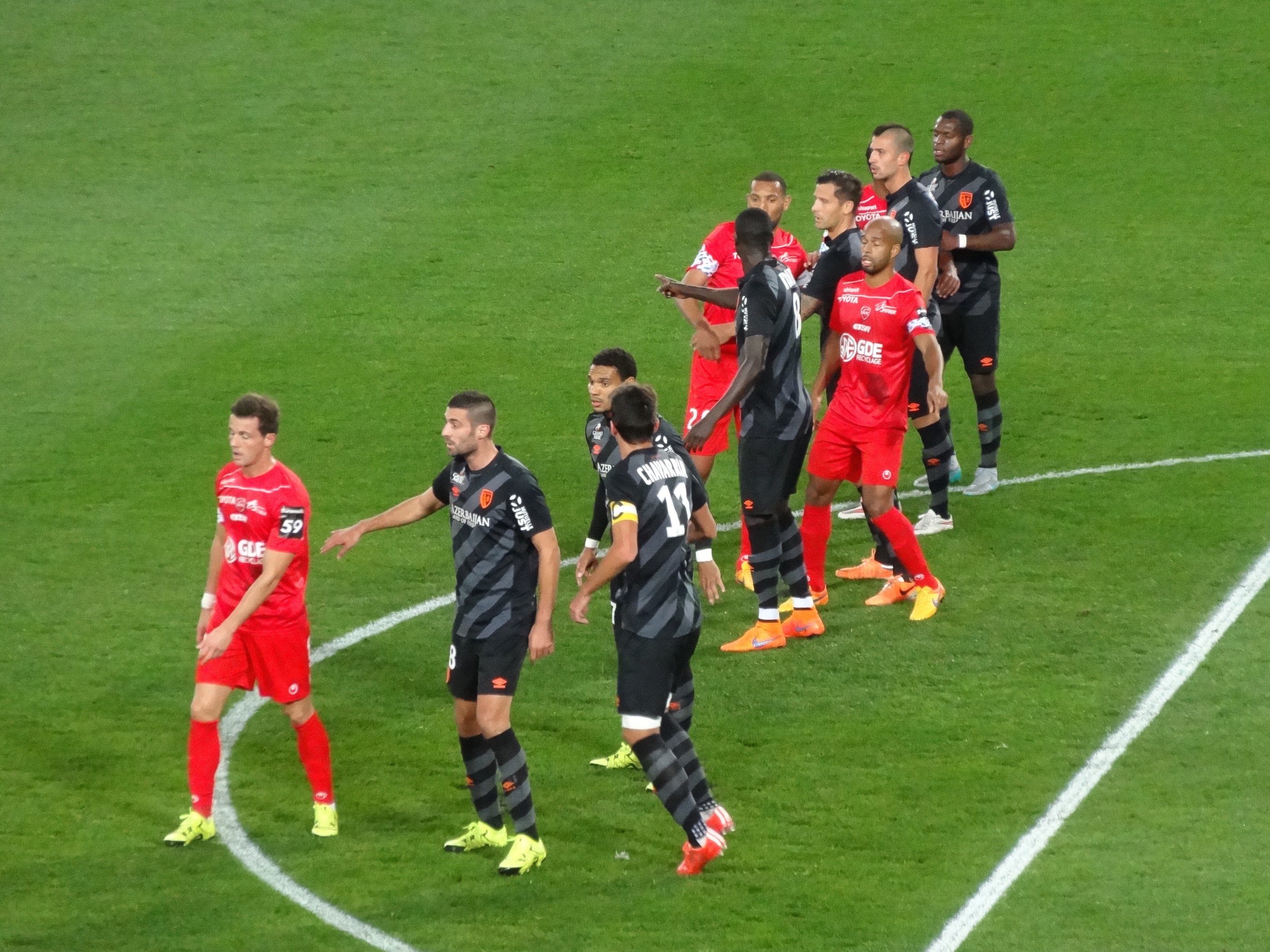
Rencontre entre Valenciennes et Lens en 2015.

La rivalité entre ces deux équipes a longtemps été amicale. Cela s'explique en partie par les ressemblances historiques et sociologiques entre les deux bassins de population et la typologie similaire des supporters des deux camps, souvent unis contre le voisin lillois.
Lors de la saison 2015-2016, des tensions sont toutefois apparues lors des retrouvailles entre les deux équipes, du fait du refus de Valenciennes de prêter son stade lors de la saison précédente, alors que le club du Hainaut venait de se maintenir en Ligue 2 et avait frôlé le dépôt de bilan. Les rencontres entre les deux équipes demeurent toutefois très attendues et attirent de nombreux supporters.
|                      | RC Lens | Valenciennes FC |
| -------------------- | ------- | --------------- |
| Victoires            | 28      | 18              |
| Nuls                 | 19      | 19              |
| Division 1 / Ligue 1 | 18      | 12              |
| Nuls                 | 13      | 13              |
| Division 2 / Ligue 2 | 7       | 6               |
| Nuls                 | 3       | 3               |
| Coupe de France      | 4       | 0               |
| Buts                 | 88      | 66              |

### Autres rencontres entre équipes de la Région

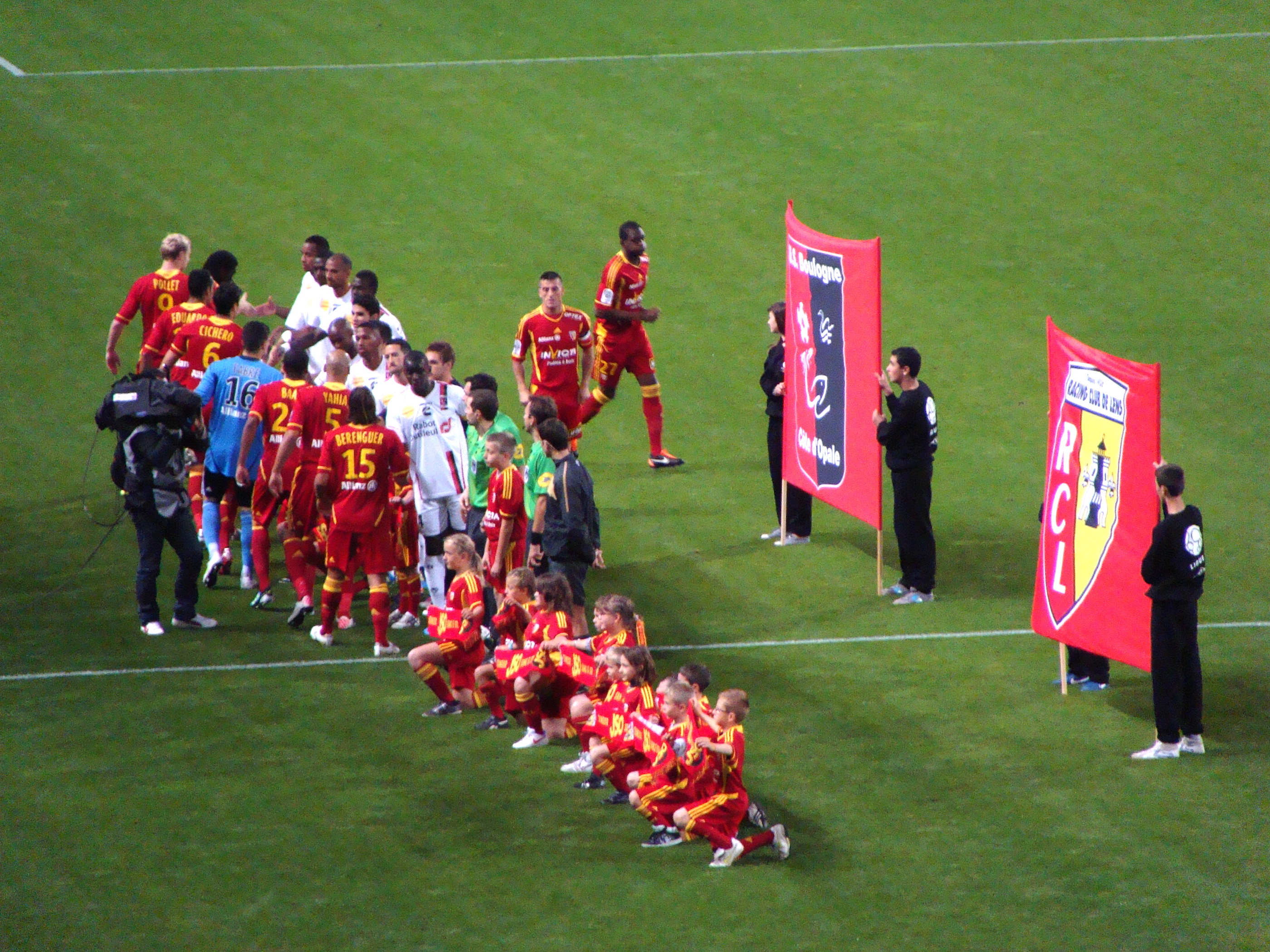
Rencontre entre Lens et Boulogne en 2011.

En 2008-2009, Lens et Boulogne-sur-Mer se rencontrent en Ligue 2. Boulogne remporte l'aller 3-1 à domicile et obtient sa montée en gagnant 0-1 à Bollaert lors de la 37e journée. Lens finit 1er et Boulogne 3e, les deux équipes sont promues.
En 2009-2010, un cas presque unique s'est produit, avec la présence de quatre équipes du Nord-Pas-de-Calais dans l'élite du football français (une situation comparable ne s'était pas tenue depuis la saison 1937-1938 où six équipes régionales figuraient en première division). Il y eut alors 12 "derbys" au cours de la saison. Lille terminera la saison à la 4e place, Valenciennes à la 10e, Lens à la 11e et Boulogne à la 19e place. L'équipe de la Côte d'Opale perdit 4 de ses confrontations, en gagna une (2-1 à domicile contre Lens), et fit un nul (1-1 à Valenciennes).
En 2011-2012, Lens et Boulogne se sont retrouvées en Ligue 2. Les Sang et Or l'ont emporté 2-0 à domicile et 0-2 à l'extérieur. Lens finit 12e et Boulogne 19e.

### Anciennes rivalités
| \| RC Roubaix Excelsior Stade roubaisien Olympique lillois SC Fives US Tourcoing \| Emplacement des clubs dans la conurbation Lille-Roubaix-Tourcoing. |
| RC Roubaix Excelsior Stade roubaisien Olympique lillois SC Fives US Tourcoing                                                                          |

Dès le début du 20e siècle, les clubs du RC Roubaix, du Stade roubaisien, de l'Iris Club lillois, de l'US Tourcoing et de l'Olympique lillois se rencontrent régulièrement dans le championnat du Nord. Le groupe terrien du championnat du nord est ainsi le reflet de la suprématie industrielle qui se joue entre les villes de Lille, Roubaix et Tourcoing.  D'autant plus, que le vainqueur du Championnat du nord USFSA remporte régulièrement le Championnat de France.
Plus à l'ouest, les clubs de l'US Boulogne, du RC Calais, de l'US Calais et de l'US Malo-les-Bains sont les plus importants à s'affronter chaque saisons dans le groupe maritime. Avant 1914, l'US Boulogne et le RC Calais voient même plusieurs de leur joueurs être sélectionnés en Équipe de France. 
Les rivalités se développe fortement à partir de 1911 du fait du « travail de publicité et de propagande » d'Henri Jooris pour attirer le public. La popularité des derbies est renforcée par les différentes victoires des Lions des Flandres, sélection des meilleurs joueurs des clubs lillois, roubaisiens et tourquennois.
L'Excelsior AC Roubaix, créé en 1922, et le Sporting Club fivois rejoignent un peu plus tard le panel des clubs de la métropole de Lille-Roubaix-Tourcoing se jouant la suprématie régionale.

### Stades du Nord-Pas-de-Calais
| Rang | Stade                   | Capacité      | Ville             | Résident(s)           | Année |
| ---- | ----------------------- | ------------- | ----------------- | --------------------- | ----- |
| 1    | Stade Pierre-Mauroy     | 50 157        | Villeneuve-d'Ascq | Lille OSC             | 2012  |
| 2    | Stade Bollaert-Delelis  | 38 223        | Lens              | RC Lens               | 1933  |
| 3    | Stade du Hainaut        | 25 172        | Valenciennes      | Valenciennes FC       | 2011  |
| 4    | Stadium Lille Métropole | 18 185        | Villeneuve-d'Ascq |                       | 1976  |
| 5    | Stade de la Libération  | 15 204 (2009) | Boulogne-sur-Mer  | US Boulogne CO        | 1956  |
| 6    | Stade de l'Épopée       | 12 432        | Calais            | Racing Club de Calais | 2008  |
| 7    | Stade Marcel-Tribut     | 4 200         | Dunkerque         | USL Dunkerque         | 1933  |
| 8    | Stade Degouve-Brabant   | 2 800         | Arras             | Arras FA              |       |